# 土田國太郎
土田 國太郎（つちだ くにたろう、1889年〈明治22年〉6月28日 - 1960年〈昭和35年〉3月26日）は、日本の醸造家、政治家。参議院議員（1期）。

## 経歴
群馬県利根郡川場村立岩に生まれる。父・茂八は新潟県の生まれで川場村に移住し貸蔵で酒造業を営んでいた。
國太郎は群馬県立前橋中学校利根分校（のち旧制群馬県立沼田中学校、現群馬県立沼田高等学校）を卒業したのち、1912年（大正元年）より沼田町（現沼田市）下之町で酒造りを始める。1923年（大正12年）、同町の酒蔵を買い入れて土田酒造を創業、「譽之國光」の銘板の日本酒の醸造を開始。これが地酒の銘酒として県内外から称賛を浴びるようになる（のちに現名の「譽國光」（ほまれこっこう）に改名）。1932年（昭和7年）より群馬県酒造組合連合会長を8期務める。
前後して政治の世界にも進出し、1921年（大正10年）4月から1937年（昭和12年）までの4期16年沼田町会議員、1953年（昭和28年）の第3回参議院議員通常選挙では酒造業界から推され全国区から無所属で出馬して当選、1期6年務めた。1956年（昭和31年）春の褒章で永年、酒造業に携わって技術改良に努め関係団体要職に就いて業界の発展に寄与したとして藍綬褒章受章。1947年（昭和22年）より沼田商工会議所会頭、政界引退後も日本酒造組合中央会会長などを歴任した。
1960年（昭和35年）3月26日死去、70歳。死没日をもって勲四等瑞宝章追贈、正五位に叙される。子はなく弟が2代目國太郎を襲名した。